# Andreas Bielau
Andreas Bielau (27 agosto 1958) è un allenatore di calcio ed ex calciatore tedesco orientale dal 1990 tedesco, di ruolo centrocampista.

## Palmarès

### Giocatore

#### Competizioni internazionali
- Coppa Piano Karl Rappan: 2

Karl Zeiss Jena: 1986, 1987